# Caglio (Italia)
Caglio (Càj in dialetto comasco, AFI: /ˈkaj/) è un comune italiano di 484 abitanti della provincia di Como in Lombardia.
Il comune si trova all'interno del cosiddetto Triangolo Lariano.

## Storia
Le vicende di Caglio seguono quelle del resto dalla Valassina. All'inizio del XV secolo i Visconti di Milano assegnarono il feudo ai Dal Verme. Nel XVI secolo il territorio fu conquistato dai francesi, poi tornò a Milano, sotto gli Sforza. Il feudo valassinese passò agli Sfondrati, prima di entrare sotto il dominio austriaco.
Un decreto di riorganizzazione amministrativa del Regno d'Italia napoleonico datato 1807 sancì l'annessione di Caglio al comune di Lasnigo. La decisione fu tuttavia abrogata in seguito alla Restaurazione, che da parte degli austro-ungarici comportò la ricostituzione del comune all'interno della provincia di Como del Regno lombardo-veneto.
Il paese è tornato ad essere comune autonomo solo dal 1947. Dal 1928 aveva infatti fatto parte, insieme a Rezzago e Sormano, del comune di Santa Valeria.

### Simboli
Lo stemma e il gonfalone sono stati concessi con decreto del presidente della Repubblica del 18 marzo 1985.
In capo allo scudo un narciso stilizzato per ricordare una varietà di fiore, il caglio, diffusa in tutto il territorio montano, da cui sembrerebbe derivare il nome del paese.
Il gonfalone è un drappo partito di giallo e di azzurro.

## Monumenti e luoghi d'interesse
Nel paese si trova il santuario dedicato alla Madonna nella località Campoè. Si tratta di un santuario di origine medievale riedificato dal Cinquecento fino al Settecento, periodo a cui appartengono gli stucchi delle volte. È inoltre presente un interessante dipinto del 1500 della Madonna del Latte.

### Architetture religiose

#### Santuario dei Santi Gervasio e Protasio
Il santuario dei Santi Gervasio e Protasio, modificato negli anni 1615-1660, è la chiesa parrocchiale. Si presenta con una facciata dotata di portale in serizzo, la cui incorniciatura a linee miste riporta la data del 1728.
Internamente, il santuario conserva un altare a tempietto con relativa balaustra realizzate in età barocca, oltre ad affreschi di Andrea Appiani.

#### Chiesa di Santa Valeria
La chiesa romanica di Santa Valeria costituì l'antica parrocchiale di Caglio, anche se formalmente si trova all'interno del comune di Sormano. Dotata di pianta a croce greca, la chiesa presenta ornamenti dell'epoca barocca. Internamente, la chiesa conserva affreschi trecenteschi raffiguranti la Madonna del Latte e la santa titolare della chiesa con in braccio i figli Gervasio e Protasio.

#### Santuario di Santa Maria in Campoè

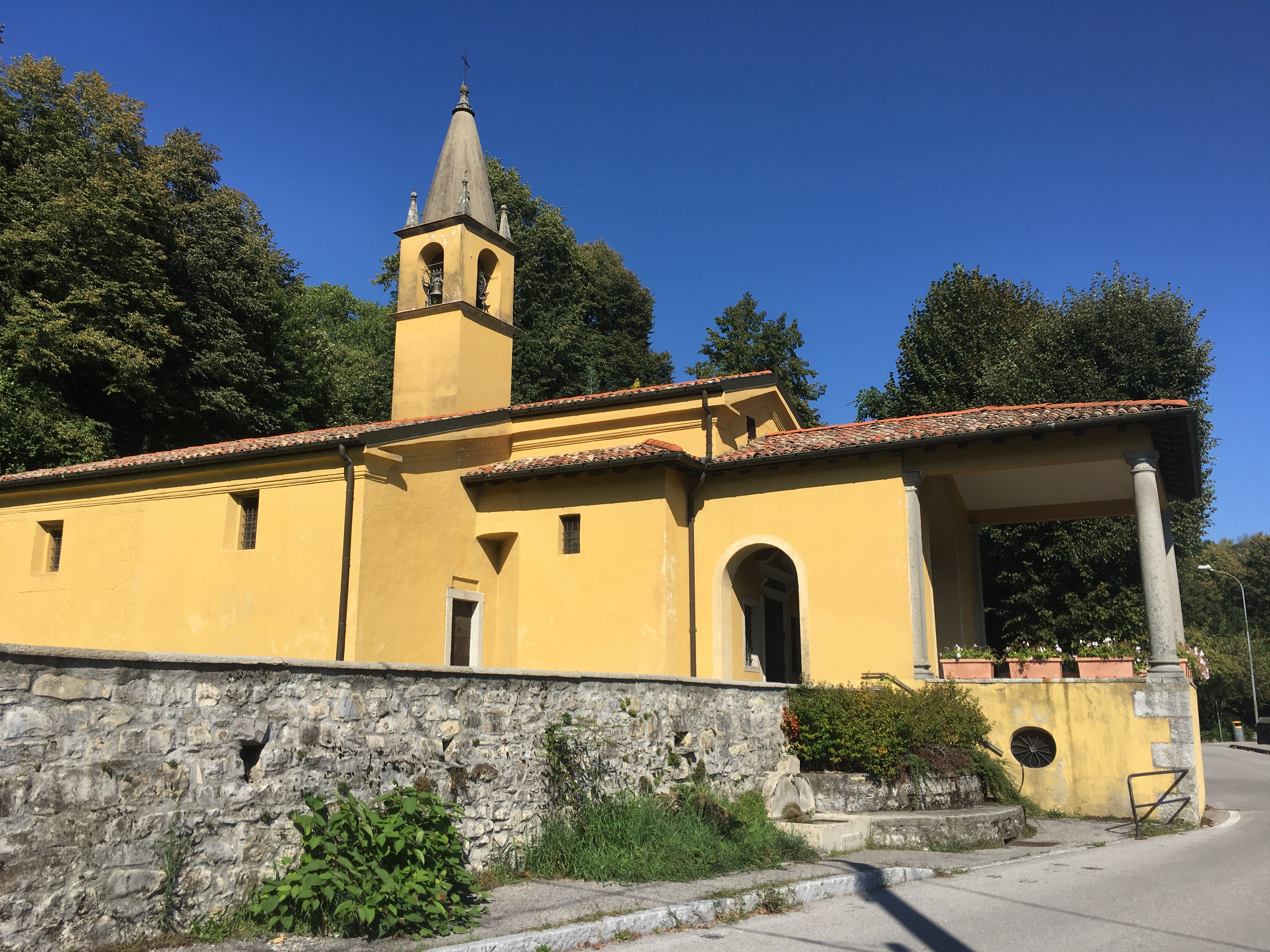
Santuario di Santa Maria in Campoè

La chiesa di Santa Maria in Campoè, che deve il suo aspetto attuale ad alcuni interventi architettonici del XVII secolo, divenne un santuario in seguito a un presunto miracolo avvenuto nel 1626.
All'interno, il santuario conserva una Madonna del Latte tra due angeli musicanti datata 1508, oltre a stucchi realizzati nei secoli successivi.
Nella chiesa si conserva inoltre una reliquia del 1729 che la tradizione popolare attribuisce al velo della Madonna.

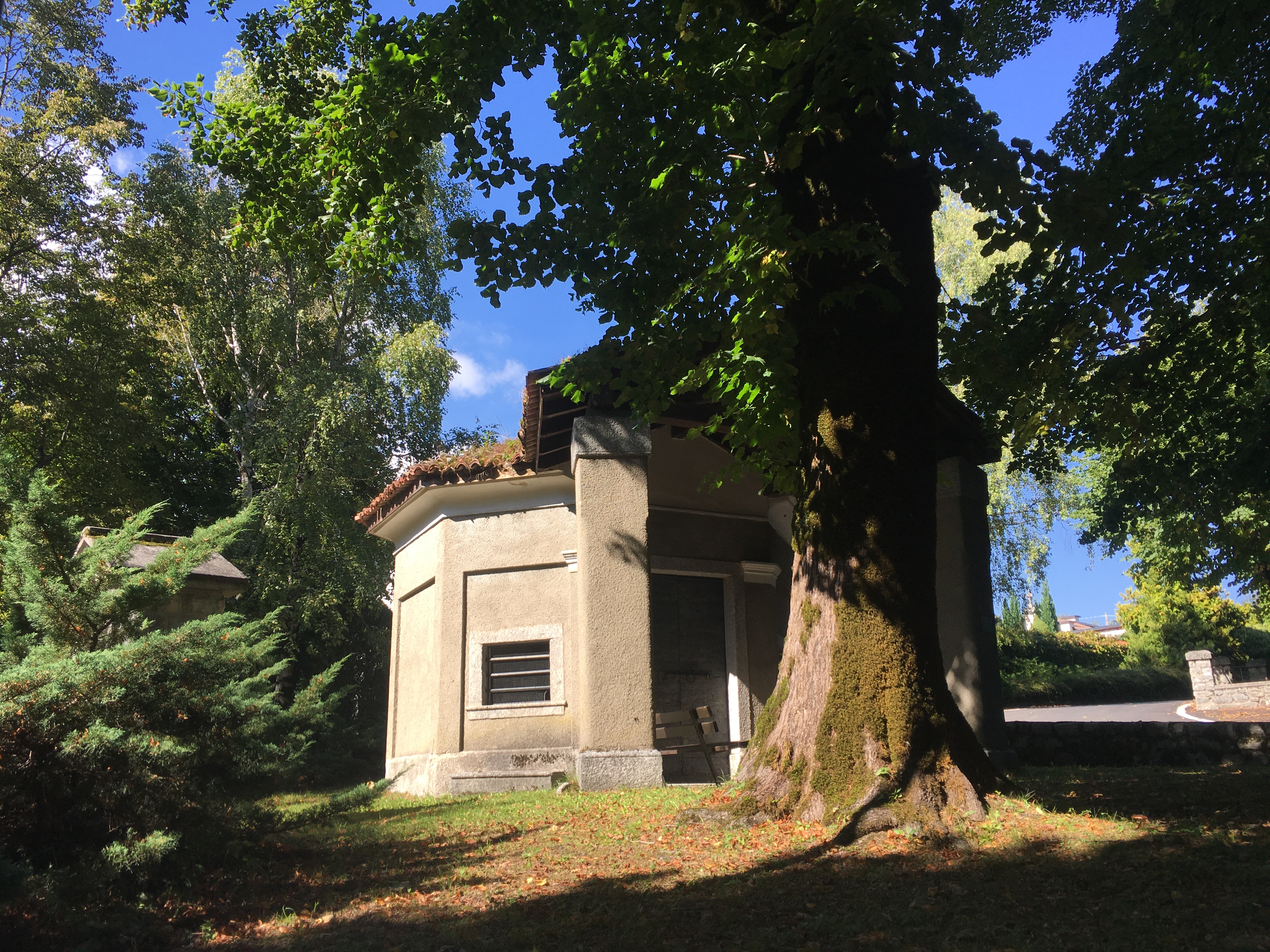
Cappella della B.V. del Carmine

#### Cappella della Beata Vergine del Carmine
Detta anche "Cappella dei Morti di Pianura", durante le epidemie di peste l'edificio funse da lazzaretto.

### Architetture civili
Il centro storico si presenta con edifici in pietra a vista, attraversati da strette strade, dotati in portali in serizzo e, nella zona del convento, di antichi fregi. Tra queste costruzioni si segnala una casa-torre.
Un piccolo giardino pubblico del centro storico ospita una ghiacciaia a forma di casetta, in uso fino alla fine degli anni 1950.
A Caglio si trovano inoltre una vecchia pesa pubblica, un antico lavatoio e un convento, .

### Aree naturali

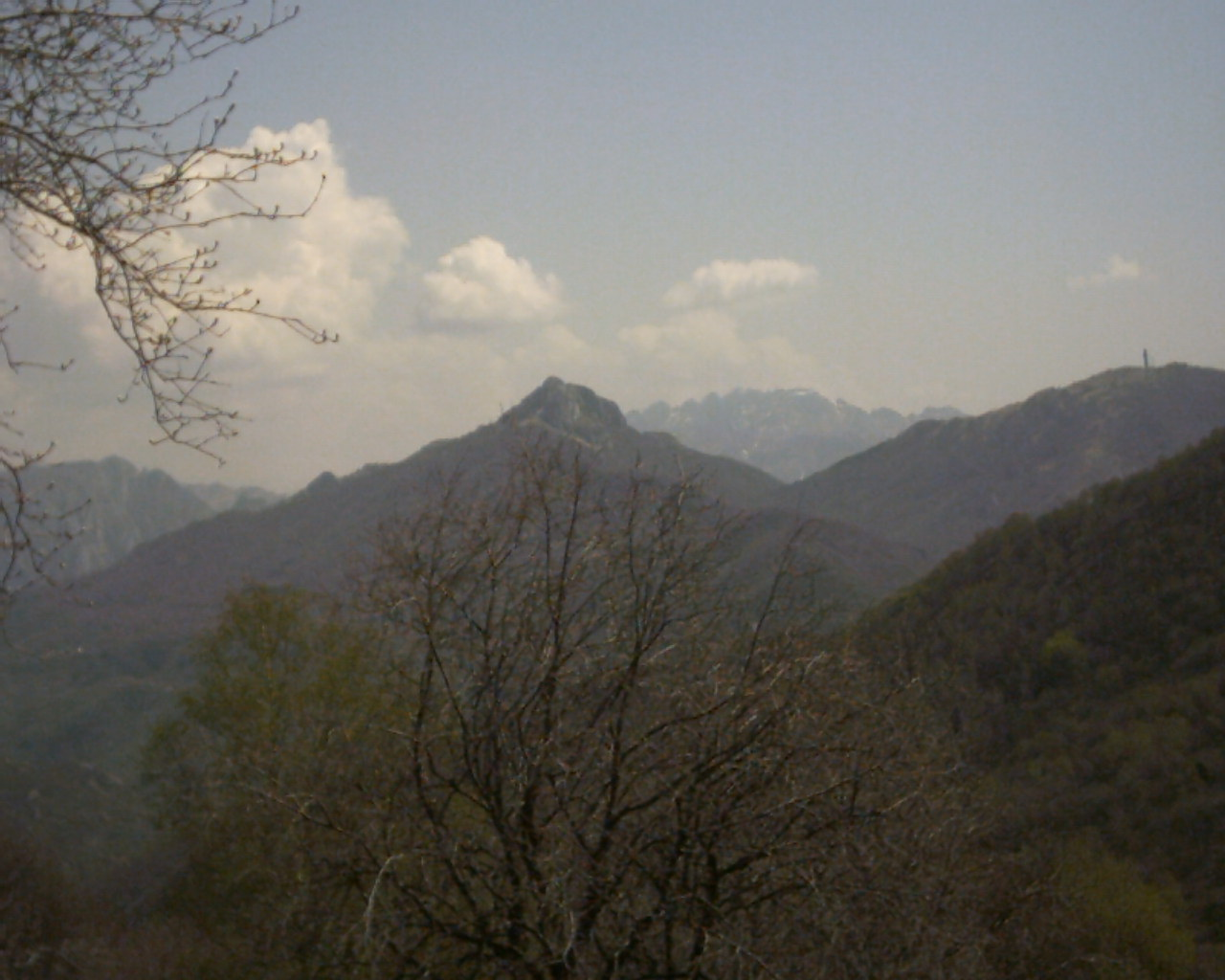
Il Corno di Canzo visto da Caglio.

- Oasi faunistica[11], realizzata nel 2003[17].
- Parco Daini[11]
- Castagneto[11]
- Parco delle rimembranze[11]
- Parco Carlito[11]

### Altro
- Monumento a Giovanni Segantini, opera di Pavel Trubetzkoy.[12]
- Per le vie del centro è possibile osservare una tavola in pietra anticamente utilizzata per il gioco del mulinello (tris)[11].

## Società

### Evoluzione demografica
- 321 nel 1751[18]
- 367 nel 1771[19]
- 362 nel 1790[20]
- 428 nel 1799[5]
- 419 nel 1805[5]
- annessione a Lasnigo nel 1809
- 427 nel 1853[6]
- 534 nel 1901
- annessione a Santa Valeria nel 1928
- 462 nel 1951

Abitanti censiti

## Cultura

### Musei

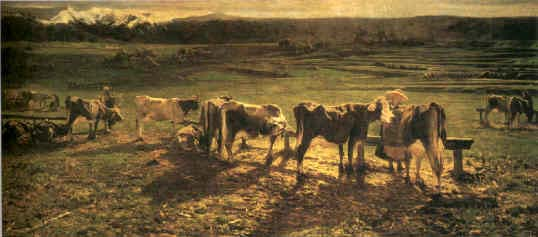
Segantini: Alla stanga (1885)

Caglio ospita un museo a cielo aperto, con pannelli dedicati alle opere del pittore Giovanni Segantini, che tra il 1885 e il 1886 soggiornò in paese e vi dipinse uno dei suoi quadri più importanti: Alla stanga.

## Economia
Centro dalla vocazione agricola, in passato Caglio fu terra di scalpellini.

### Esplicative
1. ↑  Per il dialetto comasco, si utilizza l'ortografia ticinese, introdotta a partire dal 1969 dall'associazione culturale Famiglia Comasca nei vocabolari, nei documenti e nella produzione letteraria.

### Bibliografiche
1. 1 2   Bilancio demografico mensile anno 2025 (dati provvisori), su demo.istat.it, ISTAT.
2. ↑   Classificazione sismica (XLS), su rischi.protezionecivile.gov.it.
3. ↑   Tabella dei gradi/giorno dei Comuni italiani raggruppati per Regione e Provincia (PDF), in Legge 26 agosto 1993, n. 412, allegato A, Agenzia nazionale per le nuove tecnologie, l'energia e lo sviluppo economico sostenibile, 1º marzo 2011,  p. 151. URL consultato il 25 aprile 2012 (archiviato dall'url originale il 1º gennaio 2017).
4. ↑   AA. VV., Dizionario di toponomastica. Storia e significato dei nomi geografici italiani., Milano, Garzanti, 1996,  p. 112, ISBN 88-11-30500-4.
5. 1 2 3   Comune di Caglio, 1798 - 1809 – Istituzioni storiche – Lombardia Beni Culturali, su lombardiabeniculturali.it. URL consultato il 29 aprile 2020.
6. 1 2   Comune di Caglio, 1816 - 1859 – Istituzioni storiche – Lombardia Beni Culturali, su lombardiabeniculturali.it. URL consultato il 29 aprile 2020.
7. ↑  Archivi beni culturali
8. ↑   Caglio, su Archivio Centrale dello Stato. URL consultato il 14 luglio 2025.
9. ↑   Caglio, su Stemmi dei Comuni della Provincia di Como. URL consultato il 22 ottobre 2022.
10. ↑   Santuario dei SS. Gervasio e Protasio - complesso, Via della Chiesa - Caglio (CO) – Architetture – Lombardia Beni Culturali, su lombardiabeniculturali.it. URL consultato il 28 aprile 2020.
11. 1 2 3 4 5 6 7 8 9 10 11 12 13 14 15 16 17   Profilo artistico culturale del borgo.
12. 1 2 3  Borghese, p. 122.
13. ↑   Santi Valeria e Vitale - www.triangololariano.it, su www.triangololariano.it. URL consultato il 20 novembre 2023.
14. ↑   Santuario di S. Maria in Campoè - complesso, Viale Campoè - Caglio (CO) – Architetture – Lombardia Beni Culturali, su lombardiabeniculturali.it. URL consultato il 28 aprile 2020.
15. ↑   Annalisa Borghese, Cadorago, in Il territorio lariano e i suoi comuni, Milano, Editoriale del Drago, 1992,  p. 120-121.
16. ↑   Comune di Caglio, su www.comune.caglio.co.it. URL consultato il 21 ottobre 2022.
17. ↑   NOME, su comune.caglio.co.it. URL consultato il 29 aprile 2020.
18. ↑   Comune di Caglio, sec. XIV - 1757 – Istituzioni storiche – Lombardia Beni Culturali, su lombardiabeniculturali.it. URL consultato il 29 aprile 2020.
19. ↑   Comune di Caglio, 1757 - 1797 – Istituzioni storiche – Lombardia Beni Culturali, su lombardiabeniculturali.it. URL consultato il 29 aprile 2020.
20. ↑   Francesco Bombognini, Antiquario della diocesi di Milano : contenente diverse notizie storiche sacre e profane di tutte le parrocchie forensi distribuite in sei regioni : con un elenco delle chiese plebane e figliali e loro rispettiva popolazione, Milano, Stamperia di Luigi Veladini, 1790,  p. 242.
21. ↑  Dati tratti da:
  -  Popolazione residente dei comuni. Censimenti dal 1861 al 1991 (PDF), su ebiblio.istat.it, ISTAT.
  -  Popolazione residente per territorio – serie storica, su esploradati.censimentopopolazione.istat.it.
Nota bene: il dato del 2021 si riferisce al dato del censimento permanente al 31 dicembre di quell'anno.
22. ↑   NOME, su comune.caglio.co.it. URL consultato il 29 aprile 2020.